# Erymnochelys madagascariensis
Erymnochelys madagascariensis је гмизавац из реда Testudines.

## Угроженост
Ова врста је крајње угрожена и у великој опасности од изумирања.

## Распрострањење
Ареал врсте је ограничен на једну државу. 
Мадагаскар је једино познато природно станиште врсте.

## Станиште
Станишта врсте су шуме, мочварна подручја, језера и језерски екосистеми, речни екосистеми и слатководна подручја.

## Начин живота
Врста Erymnochelys madagascariensis прави гнезда.